# Luton Shelton
Luton George Kieshawn Shelton (11. listopadu 1985 – 22. ledna 2021) byl jamajský fotbalový útočník.
S jamajskou reprezentací se zúčastnil 2009 a Gold Cupu 2011.